# Unione Sportiva Lucchese Libertas 1941-1942
Questa voce raccoglie le informazioni riguardanti l'Unione Sportiva Lucchese Libertas nelle competizioni ufficiali della stagione 1941-1942.

## Stagione
Nella stagione 1941-1942 la Lucchese disputò il campionato di Serie B e classificandosi al diciottesimo ed ultimo posto con 11 punti, fu retrocessa in serie C.

## Rosa
| N. |                   | Ruolo | Calciatore           |
| -- | ----------------- | ----- | -------------------- |
|    | Italia (bandiera) |       | Tristano Bacchilega  |
|    | Italia (bandiera) | A     | Carlo Azimonti       |
|    | Italia (bandiera) | A     | Giorgio Barsanti     |
|    | Italia (bandiera) |       | Pietro Bertoli       |
|    | Italia (bandiera) | D     | Renato Bodini        |
|    | Italia (bandiera) |       | Burattini            |
|    | Italia (bandiera) | A     | Sergio Carnicelli    |
|    | Italia (bandiera) | C     | Lelio Catelli        |
|    | Italia (bandiera) | C     | Lido Catelli         |
|    | Italia (bandiera) | D     | Tersilio Del Pecchia |
|    | Italia (bandiera) | C     | Aldo Farinelli       |
|    | Italia (bandiera) | C     | Aldo Giannotti       |
|    | Italia (bandiera) | D     | Manrico Guerrieri    |
|    | Italia (bandiera) | A     | Mario Lazzari        |
|    | Italia (bandiera) | A     | Enrico Lelli         |
|    | Italia (bandiera) |       | Lucchesi             |

| N. |                   | Ruolo | Calciatore          |
| -- | ----------------- | ----- | ------------------- |
|    | Italia (bandiera) | C     | Arialdo Malfatti    |
|    | Italia (bandiera) |       | Melchionne          |
|    | Italia (bandiera) | C     | Giulio Melecchi     |
|    | Italia (bandiera) |       | Lido Nelli          |
|    | Italia (bandiera) |       | Pasta               |
|    | Italia (bandiera) | C     | Rinaldo Pea         |
|    | Italia (bandiera) |       | Petricca            |
|    | Italia (bandiera) | C     | Mario Poli          |
|    | Italia (bandiera) | P     | Vittorio Profumo    |
|    | Italia (bandiera) | C     | Elia Puccini        |
|    | Italia (bandiera) | C     | Giuliano Ragghianti |
|    | Italia (bandiera) | C     | Adalberto Sabò      |
|    | Italia (bandiera) | D     | Rodolfo Taucar      |
|    | Italia (bandiera) | P     | Lorenzo Vellutini   |
|    | Italia (bandiera) | C     | Mameli Viani        |

## Risultati

### Serie B

#### Girone di andata
| Arbitro: | Capitanio |

|                                 |           |           |
| Ulivieri ?’, ?’ Becagli Gambini | Marcatori | Guerrieri |

| Arbitro: | Scotto (Savona) |

|  |           |                       |
|  | Marcatori | 28’ (aut.) Ragghianti |

| Arbitro: | Silvano (Torino) |

|                                                                 |           |  |
| Rebuzzi ?’, ?’ Caracciolo Sichel Cattaneo ?’, ?’ Pizzala ?’, ?’ | Marcatori |  |

| Arbitro: | Rosso (Casale Monferrato) |

|                                  |           |                                              |
| Lazzari 1’ Pea 74’ Guerrieri 80’ | Marcatori | 2’ Mannocci 22’ Bongini 27’ Bellini 82’ Vigo |

| Arbitro: | Neri (Vicenza) |

|                                |           |                        |
| Dutto 4’ Violi 49’ Bianchi 80’ | Marcatori | 60’ (rig.) Del Pecchia |

| Arbitro: | Dellarole (Vercelli) |

|                       |           |                 |
| Del Pecchia ?’ (rig.) | Marcatori | Formentin Rocco |

| Arbitro: | Vannini |

|                                                            |           |  |
| De Angelis ?’, ?’ Di Santo Paolini Tontodonati Lanciaprima | Marcatori |  |

| Arbitro: | Scotto (Savona) |

|           |           |                                                             |
| Viani 47’ | Marcatori | 16’, 40’ Gallazzi 38’, 80’ Turconi 44’ Fornasaris 87’ Palma |

| Arbitro: | Tassini (Verona) |

|                                  |           |         |
| Fibbi ?’, ?’ Stradella Garbarino | Marcatori | Lazzari |

| Arbitro: | Parioli (Bologna) |

|  |           |                       |
|  | Marcatori | ?’ (aut.) Del Pecchia |

| Arbitro: | Albanese |

|                          |           |  |
| Orlando 59’ Mezzadra 76’ | Marcatori |  |

| Arbitro: | Mazza (Napoli) |

|                              |           |                        |
| Guerrieri 19’ Pacchilega 78’ | Marcatori | 34’ Cavazza 58’ Raccis |

| Arbitro: | Galletti |

|                                                                        |           |  |
| Rossi 25’, 58’ Zanollo 27’, 29’ Gianotti 30’ (aut.) Quaresima 31’, 70’ | Marcatori |  |

| Arbitro: | Rossi |

|                    |           |                |
| Guerrieri 19’, 76’ | Marcatori | 61’ Del Medico |

| Arbitro: | Bellè (Venezia) |

|                                                                 |           |  |
| Effrena 2’ Busidoni 11’, 33’ Olivieri 51’ Ragghianti 85’ (aut.) | Marcatori |  |

| Arbitro: | Gnocchini |

|                                     |           |                |
| Costanzo 60’ (rig.) Castigliano 83’ | Marcatori | 55’ Bacchilega |

| Arbitro: | Fois (Roma) |

|                |           |  |
| Bacchilega 52’ | Marcatori |  |

#### Girone di ritorno
| Arbitro: | Gamba (Napoli) |

|  |           |              |
|  | Marcatori | 27’ Ulivieri |

| Arbitro: | Bellè (Venezia) |

|                                             |           |  |
| Ganelli 10’ (rig.) Martelli 22’ Miniati 74’ | Marcatori |  |

| Lucca 15 marzo 1942 20ª giornata | Lucchese           | 0 – 0 referto | Fanfulla | Stadio Porta Elisa\| Arbitro: \| Canavesio (Torino) \| |
| Arbitro:                         | Canavesio (Torino) |               |          |                                                        |

| Arbitro: | Mazza (Napoli) |

|             |           |  |
| Bellini 43’ | Marcatori |  |

| Lucca 29 marzo 1942 22ª giornata | Lucchese         | 0 – 0 referto | Reggiana | Stadio Porta Elisa\| Arbitro: \| Camiolo (Milano) \| |
| Arbitro:                         | Camiolo (Milano) |               |          |                                                      |

| Arbitro: | Buratti |

|                                                        |           |  |
| Formentin 18’ Polo 20’ Cassani 77’, 83’ Bortoletti 85’ | Marcatori |  |

| Lucca 3 maggio 1942 24ª giornata | Lucchese | 0 – 2 A tav. referto | Pescara | Stadio Porta Elisa |

| Arbitro: | Piglione (Reggio Emilia) |

|                         |           |  |
| Fornasaris 21’ Gallazzi | Marcatori |  |

| Arbitro: | Zambotto (Padova) |

|                                                |           |            |
| Guerrieri 20’ Bacchilega 37’ Puccini ?’ (rig.) | Marcatori | 41’ Foglia |

| Arbitro: | Milanone (Biella) |

|                                           |           |  |
| Belloni 36’ Tomasi 68’ Buscaglia 81’, 89’ | Marcatori |  |

| Lucca 31 maggio 1942 28ª giornata | Lucchese | 0 – 2 | Bari | Stadio Porta Elisa |

| Arbitro: | Cambi |

|                            |           |               |
| Raccis 17’ Chavacci II 80’ | Marcatori | 69’ Guerrieri |

| Arbitro: | Mattea (Torino) |

|         |           |                                                      |
| Pea 18’ | Marcatori | 39’, 70’ Quaresima 59’ Rossi 71’ Marchetti 86’ Capri |

| Arbitro: | Donati (Milano) |

|                                      |           |  |
| Morello 44’ Obuel 56’, 58’ Orzan 88’ | Marcatori |  |

| Arbitro: | Barion (Venezia) |

|                                     |           |              |
| Bodini 11’, 70’ (rig.) Petricca 15’ | Marcatori | 42’ Oliviero |

| Arbitro: | Grandi |

|                              |           |                                                 |
| Ragghianti 35’ Guerrieri 89’ | Marcatori | 1’, 44’ Sodini 15’, 59’ Costanzo 75’, 86’ Custo |

| Arbitro: | Codeluppi |

|                                                              |           |  |
| Zanetti 9’, 29’, 64’ Torri 25’, 33’, 60’ Versaldi 77’ (rig.) | Marcatori |  |

### Coppa Italia

#### Fase a eliminazione dai sedicesimi di finale
| Arbitro: | Biancone (Roma) |

|            |           |                   |
| Lazzari 6’ | Marcatori | 59’, 82’ Colaussi |

## Statistiche

### Statistiche di squadra
| Competizione | Punti | In casa | In casa | In casa | In casa | In casa | In casa | In trasferta | In trasferta | In trasferta | In trasferta | In trasferta | In trasferta | Totale | Totale | Totale | Totale | Totale | Totale | DR  |
| Competizione | Punti | G       | V       | N       | P       | Gf      | Gs      | G            | V            | N            | P            | Gf           | Gs           | G      | V      | N      | P      | Gf     | Gs     | DR  |
| ------------ | ----- | ------- | ------- | ------- | ------- | ------- | ------- | ------------ | ------------ | ------------ | ------------ | ------------ | ------------ | ------ | ------ | ------ | ------ | ------ | ------ | --- |
| Serie B      | 11    | 17      | 4       | 3       | 10      | 19      | 35      | 17           | 0            | 0            | 17           | 5            | 69           | 34     | 4      | 3      | 27     | 24     | 104    | -80 |
| Coppa Italia |       | 1       | 0       | 0       | 1       | 1       | 2       | -            | -            | -            | -            | -            | -            | 1      | 0      | 0      | 1      | 1      | 2      | -1  |
| Totale       | 11    | 18      | 4       | 3       | 11      | 20      | 37      | 17           | 0            | 0            | 17           | 5            | 69           | 35     | 4      | 3      | 28     | 25     | 106    | -81 |

### Statistiche dei giocatori
| Giocatore       | Serie B  | Serie B | Coppa Italia | Coppa Italia | Totale   | Totale |
| Giocatore       | Presenze | Reti    | Presenze     | Reti         | Presenze | Reti   |
| --------------- | -------- | ------- | ------------ | ------------ | -------- | ------ |
| T. Bacchilega   | 24       | 4       | -            | -            | 24       | 4      |
| G. Barsanti     | 2        | 0       | -            | -            | 2        | 0      |
| P. Bertoli      | 1        | 0       | -            | -            | 1        | 0      |
| Bianchi         | 1        | 0       | -            | -            | 1        | 0      |
| R. Bodini       | 18       | 3       | -            | -            | 18       | 3      |
| Burattini       | 1        | 0       | -            | -            | 1        | 0      |
| Cappelli        | 1        | 0       | -            | -            | 1        | 0      |
| S. Carnicelli   | 21       | 1       | 1            | 0            | 22       | 1      |
| L. Catelli (I)  | 6        | 0       | -            | -            | 6        | 0      |
| L. Catelli (II) | 4        | 0       | -            | -            | 4        | 0      |
| Cesana          | -        | -       | 1            | 0            | 1        | 0      |
| T. Del Pecchia  | 18       | 2       | 1            | 0            | 19       | 2      |
| A. Farinelli    | 7        | 0       | 1            | 0            | 8        | 0      |
| A. Giannotti    | 12       | 0       | 1            | 0            | 13       | 0      |
| M. Guerrieri    | 28       | 8       | 1            | 0            | 29       | 8      |
| M. Lazzari      | 12       | 1       | 1            | 1            | 13       | 2      |
| E. Lelli        | 2        | 0       | -            | -            | 2        | 0      |
| Lucchesi        | 4        | 0       | -            | -            | 4        | 0      |
| A. Malfatti     | 8        | 0       | -            | -            | 8        | 0      |
| Melchionne      | 3        | 0       | -            | -            | 3        | 0      |
| G. Melecchi     | 19       | 0       | -            | -            | 19       | 0      |
| L. Nelli        | 2        | 0       | -            | -            | 2        | 0      |
| Pasta           | 1        | 0       | -            | -            | 1        | 0      |
| R. Pea          | 28       | 2       | -            | -            | 28       | 2      |
| Petricca        | 20       | 1       | -            | -            | 20       | 1      |
| M. Poli         | 14       | 0       | -            | -            | 14       | 0      |
| V. Profumo      | 4        | -?      | -            | -            | 4        | -0+    |
| E. Puccini      | 30       | 1       | 1            | 0            | 31       | 1      |
| G. Ragghianti   | 27       | 0       | 1            | 0            | 28       | 0      |
| A. Sabò         | 2        | 0       | -            | -            | 2        | 0      |
| R. Taucar       | 21       | 0       | 1            | 0            | 22       | 0      |
| L. Vellutini    | 26       | -?      | 1            | -2           | 27       | -2+    |
| M. Viani        | 7        | 1       | -            | -            | 7        | 1      |